# Nationaal Instituut voor Antropologie en Geschiedenis
Het Nationaal Instituut voor Antropologie en Geschiedenis (Spaans: Instituto Nacional de Antropología e Historia, INAH) is een federaal overheidsbureau in Mexico dat de taak heeft 'slands prehistorische, archeologische, antropologische, historische en paleontologische erfgoed te onderzoeken, behouden en promoten.
Het INAH heeft zeven nationale coördinatiebureaus en 31 regeionale centra in de staten van Mexico. Het INAH is verantwoordelijk voor 29.000 van de geschatte 200.000 precolumbiaanse archeologische zones in Mexico en voor 110.000 koloniale en moderne historische monumenten. Meer dan 150 door het INAH beheerde monumenten zijn open voor het publiek. Het INAH beheert bovendien meer dan honderd musea, waaronder het Nationaal Antropologiemuseum in Mexico-Stad, en de Nationale School voor Antropologie en Geschiedenis.